# Lena Baker

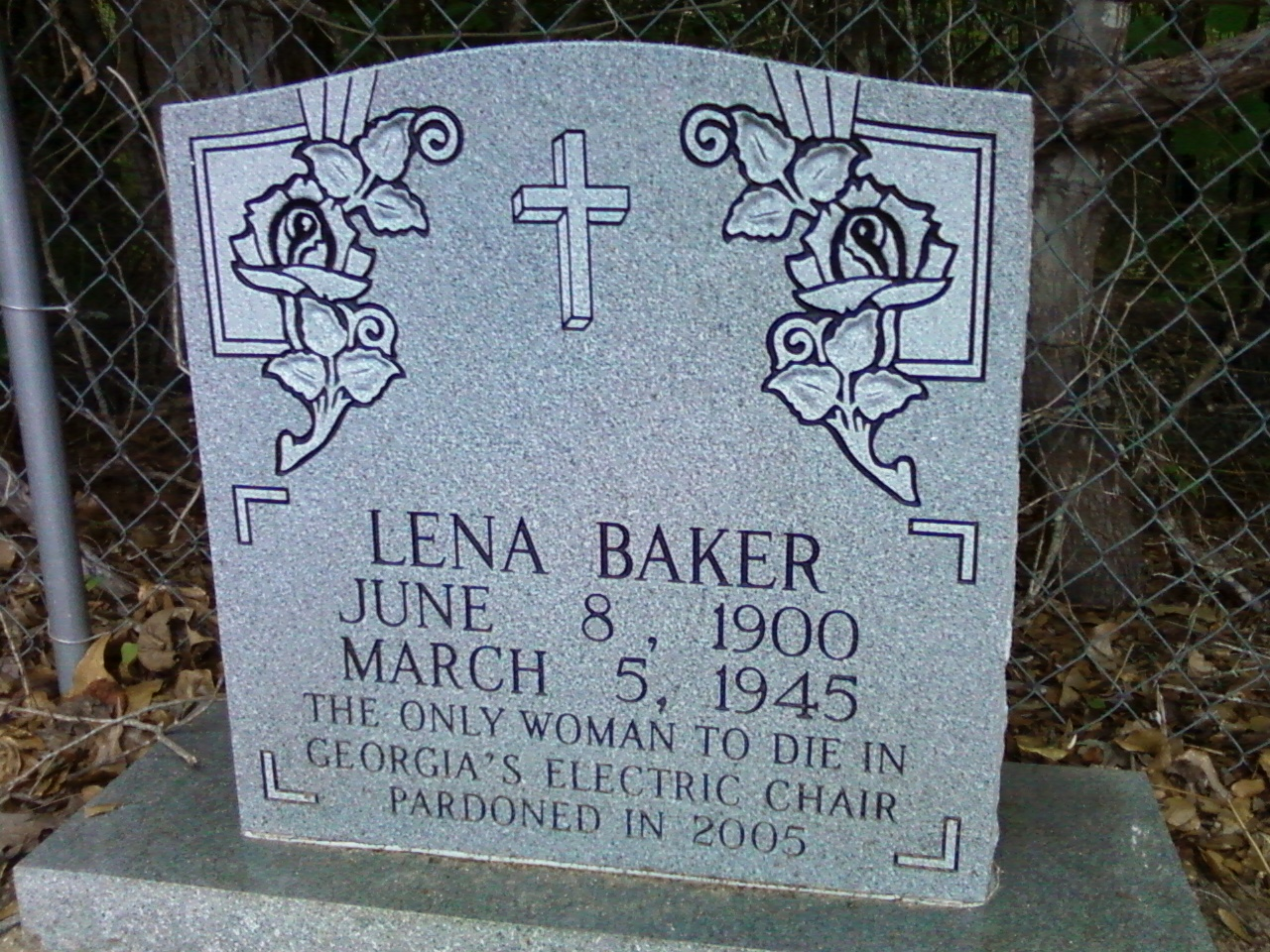
Grabstein von Lena Baker auf dem Friedhof der Mt. Vernon Baptist Church in Cuthbert, Georgia.

Lena Baker (* 8. Juni 1900 in Cuthbert, Georgia; † 5. März 1945 in Reidsville, Georgia) war eine US-amerikanische Frau, die mit dem Elektrischen Stuhl hingerichtet wurde. Als schwarze Frau war sie für schuldig befunden worden, 1944 einen betrunkenen weißen Mann erschossen zu haben, der sie entführt und gedroht hatte, sie umzubringen.
Während des Verfahrens sagte Baker damals aus, dass sie gegen ihren Willen von E. B. Knight, der sie als Dienstmädchen eingestellt hatte, in dessen Getreidemühle festgehalten worden sei. Der Prozess gegen Lena Baker dauerte einen Tag. Sie wurde am 5. März 1945 im Georgia State Penitentiary in Reidsville hingerichtet. Im Jahr 2005 wurde sie posthum begnadigt.